# Ivanhoe (pel·lícula)
Ivanhoe és una pel·lícula estatunidenca dirigida per Richard Thorpe, estrenada el 1952 i doblada al català

## Argument
La cerca èpica i novel·lesca d'un jove cavaller, fidel al seu rei, per reconquerir el seu honor, el seu rang, el cor de la seva estimada, i alliberar el seu país de l'opressió exercida sobre el poble per un príncep traïdor.

## La història
De tornada de les croades a Terra Santa, el senyor saxó Wilfrid d'Ivanhoe troba una Anglaterra ferida sota el jou tirànic dels Normands i de Joan Sense Terra, germà traïdor del rei Ricard, que s'ha apoderat del tron en l'absència del sobirà que dirigia els croats en terres de Palestina.
Sense diners i repudiat pel seu pare Cedric, Ivanhoe fa el jurament per reunir sigui com sigui el rescat de cent cinquanta mil marcs de plata reclamat per Leopold V d'Àustria per a l'alliberament de Ricard Cor de Lleó, capturat al camí que el portava a Anglaterra.
Ajudat del seu fidel escuder Wamba, ancià bufó de la casa de Cedric, Ivanhoe marxa a col·lectar la preciosa suma, sobretot a Isaac de York, patriarca jueu que salva d'una emboscada, i a qui jura, en nom del rei legítim, per posar fi a les persecucions infligides al seu
poble contra la seva ajuda financera. A la casa d'Isaac, coneix Rebecca, la filla del vell, que
s'enamora del senyor saxó, un amor problemàtic, ja que el cor del cavaller pertany a Rowena, pupil·la de Cedric.
Gràcies a les joies ofertes per Rebecca, Ivanhoe aconsegueix un cavall i una armadura per tal de participar, sota l'anonimat, al torneig d'Ashby, amb justes eqüestres organitzades pel príncep Joan, que intenta assentar la seva autoritat oposant els seus millors cavallers normands als millors saxons, perquè sofrissin una verdadera derrota. Ivanhoe fa la seva aparició al final del
torneig, i hi desafia els Normands un per un amb èxit, fins a l'últim assalt durant el qual és greument ferit per Bois-Guilbert. Cedric, convençut que el seu fill no és ni un covard ni un traïdor, li atorga el seu perdó i el rehabilita al seu cor.
Per venjança, el príncep Joan ordena la captura dels parents del jove cavaller. Cedric, Rowena, Wamba, Isaac i Rebecca són conduïts sota escorta al castell de Front de Boeuf. Alertat, Ivanhoe, que s'ha posat al cap dels rebels saxons refugiats al bosc, proposa a Bois-Guilbert de ser intercanviat pels ostatges, tracte que el normand fingeix acceptar, apoderant-se del saxó sense honorar la seva part del contracte. El setge de la fortalesa per la rebel·lió saxona porta a l'alliberament dels captius, excepte Rebecca de qui Bois-Guilbert s'ha enamorat i que reté presonera. El rescat fixat per Léopold d'Àustria, pel que fa a ella, és finalment reunit per saxons i jueus.
A tall de represàlies contra els rebels, Joan fa jutjar i condemnar a la foguera, basant-se en falsos testimoniatges obtinguts sota coacció, la jove Rebecca per bruixeria, amb gran disgust de Bois-Guilbert. Irrompent el final del procés, Ivanhoe invoca la clàusula de la tria de Déu, que consisteix a resoldre el veredicte pronunciat amb un duel.
Ivanhoe, que representa Rebecca, s'enfronta a Bois-Guilbert escollit com a campió del tribunal. El combat s'acaba amb la mort del normand. La tornada sobtada de Ricard Cor de Lleó posa fi al regnat tirànic del príncep Joan.

## Repartiment
- Robert Taylor: Ivanhoe
- Elizabeth Taylor: Rebecca
- Joan Fontaine: Lady Rowena

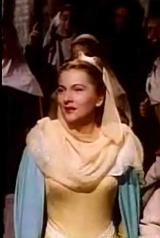
Joan Fontaine en el paper de Lady Rowena

- George Sanders: Sir Brian de Bois-Guilbert
- Robert Douglas: Sir Hughes de Bracy
- Finlay Currie: Cedric
- Felix Aylmer: Isaac de York
- Guy Rolfe: el príncep Joan
- Norman Wooland: Ricard Cor de Lleó
- Emlyn Williams: Wamba
- Francis de Wolff: Front de bou
- Harold Warrender: Locksley
- Basil Sydney: Waldemar Fitzurse
- Sébastien Cabot: clergue de Copmanhurst
- Carl Jaffe: una monja austríaca
- Megs Jenkins: criada d'Isaac
- Valentine Dyall

## Premis i nominacions[3]

### Nominacions
- 1953. Òscar a la millor pel·lícula
- 1953. Oscar a la millor fotografia per Freddie Young
- 1953. Oscar a la millor banda sonora per Miklós Rózsa
- 1953. Globus d'Or a la millor banda sonora original per Miklós Rózsa